# Santaloides mimosoides
Santaloides mimosoides là một loài thực vật có hoa trong họ Connaraceae. Loài này được (Vahl) Kuntze miêu tả khoa học đầu tiên năm 1891.